# Saison 2005-2006 du Rangers FC en coupe d'Europe
Lors de la saison 2005-2006, les Rangers participent à la Ligue des champions.
Ils deviennent lors de cette saison la première écossaise à franchir la phase de groupe de cette compétition sous son format actuel. L'entraîneur est Alex McLeish et ce bon parcours en Ligue des champions lui permet de terminer la saison malgré des résultats décevants dans le championnat d'Écosse.
- Troisième tour préliminaire :
  - Glasgow Rangers bat Anorthosis Famagouste 2-1 à Famagouste (Novo 68, Ricksen 71)
  - Glasgow Rangers bat Anorthosis Famagouste 2-0 à Glasgow (Buffel 38, Pršo 57)
- Phase de groupes (Groupe H) :
  - Glasgow Rangers bat FC Porto 3-2 à Glasgow (Løvenkrands 35, Pršo 59, Kyriákos 85)
  - Inter Milan bat Glasgow Rangers 1-0 à Milan
  - Glasgow Rangers et Artmedia Bratislava 0-0 à Glasgow
  - Artmedia Bratislava et Glasgow Rangers 2-2 à Bratislava (Pršo 3, Thompson 44)
  - FC Porto et Glasgow Rangers 1-1 à Porto (McCormack 83)
  - Glasgow Rangers et Inter Milan 1-1 à Glasgow (Løvenkrands 38)

| Place | Club                | Pts | J | V | N | D | Buts + | Buts - | Diff. |
| 1er   | Inter Milan         | 13  | 6 | 4 | 1 | 1 | 9      | 4      | +5    |
| 2e    | Glasgow Rangers     | 7   | 6 | 1 | 4 | 1 | 7      | 7      | 0     |
| 3e    | Artmedia Bratislava | 6   | 5 | 1 | 3 | 2 | 5      | 9      | -4    |
| 4e    | FC Porto            | 5   | 6 | 1 | 2 | 3 | 8      | 9      | -1    |

- Huitième de finale :
  - Glasgow Rangers et Villarreal CF 2-2 à Glasgow (Løvenkrands 22, Peña (CSC) 82)
  - Villarreal CF et Glasgow Rangers 1-1 à Vila-real (Løvenkrands 12)